# Đuriselo
Đuriselo (em cirílico: Ђурисело) é uma vila da Sérvia localizada no município de Stanovo, pertencente ao distrito de Šumadija, na região de Šumadija. A sua população era de 717 habitantes segundo o censo de 2011.

## Demografia
| 1948 | 1953 | 1961 | 1971 | 1981 | 1991 | 2002 | 2011 |
| ---- | ---- | ---- | ---- | ---- | ---- | ---- | ---- |
| 340  | 361  | 318  | 336  | 503  | 627  | 699  | 717  |